# Lodi Vecchio
Lodi Vecchio là một đô thị ở tỉnh Lodi trong vùng Lombardia của Italia, cách khoảng 25 km về phía đông nam của Milano và khoảng 8 km west of Lodi. Tại thời điểm 31 tháng 12 năm 2004, đô thị này có dân số 7.218 người và diện tích là 16 km².
Lodi Vecchio giáp các đô thị: Tavazzano con Villavesco, Lodi, San Zenone al Lambro, Salerano sul Lambro, Cornegliano Laudense, Pieve Fissiraga, Borgo San Giovanni.